# Kleiner Mann – was nun?
Kleiner Mann – was nun? é um romance de Hans Fallada, publicado originalmente em 1932, um ano antes da ascensão de Adolf Hitler ao poder. O livro foi um sucesso imediato na Alemanha, onde hoje é considerado um clássico moderno dado a sua vívida descrição dos últimos dias da República de Weimar. A obra também marcou a estreia de Fallada como escritor de ficção.

## Tradução em português
O célebre escritor gaúcho Érico Veríssimo traduziu esta obra de Hans Fallada ao português, dando a ela o título E agora seu moço?. O livro foi publicado em Porto Alegre, Rio Grande do Sul, pela  Editora Globo em 1937.

## Filmografia
O livro foi filmado em 1933 na Alemanha, com o mesmo nome, sob a direção de Fritz Wendhausen. Em 1934, uma versão em inglês dirigida por Frank Borzage, Little Man, What Now?, estreou nos EUA.